# Annamanum cardoni
Annamanum cardoni är en skalbaggsart som beskrevs av Stefan von Breuning 1953. Annamanum cardoni ingår i släktet Annamanum och familjen långhorningar. Inga underarter finns listade i Catalogue of Life.